# Yenibedir, Lüleburgaz
Yenibedir là một xã thuộc huyện Lüleburgaz, tỉnh Kırklareli, Thổ Nhĩ Kỳ. Dân số thời điểm năm 2011 là 282 người.